# Storia di Marino nel Medioevo
La storia di Marino nel Medioevo inizia con l'esistenza del castello, che fu dominato a turno dai Conti di Tuscolo, dai Frangipane, dagli Orsini, dai Caetani, dalla Camera Apostolica e infine dai Colonna. Per tutto il periodo medioevale, il castello ebbe un'importanza strategica sempre crescente, grazie alla sua posizione sulla via postale per Napoli ed alla sua natura di avamposto sull'Agro Romano: così Marino in questo periodo storico fu teatro di numerosi assedi (1267, 1347, 1379, 1385, 1405, 1408, 1413, 1482), distruzioni (1501) e della battaglia di Marino (1379). Nel territorio gli unici insediamenti furono castelli e fortificazioni per il controllo del territorio, come Castel de' Paolis, Castelluccia, Palaverta, Torre Messer Paoli, Tor Leonardo: di contro scomparvero quasi senza lasciar traccia antichi insediamenti come Bovillae e Castrimoenium.
Il castello di Marino conobbe un certo sviluppo demografico ed economico: riscontrabile sia dall'andamento della crescita della cerchia muraria sia dalle tasse sul sale. Dal punto di vista artistico, nel Duecento la feudataria Giacoma de Settesoli finanziò la ricostruzione della chiesa di Santa Lucia, tra i rari esempi di architettura gotica sui Colli Albani: nello stesso periodo l'influenza francescana determinò la nascita della confraternita del Gonfalone di Marino, prima al mondo con questa denominazione. Nel periodo medioevale iniziò anche la venerazione del santuario di Santa Maria dell'Acquasanta.

## L'alto Medioevo

### Dalla caduta dell'Impero romano al IX secolo
La caduta dell'Impero romano d'Occidente (476) trovò l'antico municipium latino di Bovillae, un tempo frequentata località di attraversamento lungo la via Appia Antica situata in prossimità delle attuali frazioni di Due Santi e Frattocchie, già in avanzato stato di decadenza: se già Marco Tullio Cicerone ebbe a dire che nel I secolo a.C. difficilmente si riusciva a trovare qualcuno che rappresentasse Bovillae alle riunioni della Lega Latina, l'assenza di menzioni classiche del luogo posteriori al I secolo lascia supporre una decadenza abbastanza precoce della città. Inoltre l'abbandono della via Appia a causa dell'impaludamento costante nell'area dell'Agro Pontino, fenomeno contro il quale intervenne per l'ultima volta Teodorico il Grande nel VI secolo, segnò il pressoché totale abbandono della zona: nel 1024 una grotta o cripta di "Buella" era probabilmente l'unico ricordo dell'antica città latina ancora esistente.
Ormai è pacificamente accertato che l'evangelizzazione dell'area albana e tuscolana è stata molto antica ed è stata probabilmente condotta personalmente da san Pietro apostolo e san Paolo di Tarso. Se il passaggio nel territorio marinese dell'"apostolo delle genti" è attestato dagli Atti degli Apostoli, che descrivono l'itinerario del viaggio della prigionia paolino lungo la via Appia, per quanto riguarda la presenza del "principe degli apostoli" la tradizione afferma che nella vicina Ariccia si svolse l'episodio narrato dagli Atti degli Apostoli dello scontro tra san Pietro e Simon Mago. Del resto, diversi toponimi medioevali nella zona facevano riferimento ai due apostoli: dalle "sella Petri" e "prata Pauli" menzionate nel VII secolo come dipendenze della "basilica Sancti Petri" situata presso l'attuale Grottaferrata al XII miglio della via Latina ad una "massa Pauli ex corpore patrimonii Appiae" menzionata nell'VIII secolo lungo la via Castrimeniense, fino ad un "mons Paulelli" citato nel X secolo nel luogo dell'attuale Castel de' Paolis.
Una catacomba venne rinvenuta nel 1712 presso la frazione di Due Santi lungo la via Appia in prossimità del tratto iniziale dell'attuale strada statale 140 del Lago Albano, tuttavia venne immediatamente interrata e ad oggi se ne è persa l'esatta ubicazione: è noto che vi fu rinvenuta un'epigrafe che faceva riferimento ad alcuni restauri intrapresi da un certo Crisogono, probabilmente il cardinale vescovo della diocesi suburbicaria di Albano all'inizio del VI secolo. Altre memorie paleocristiane nel territorio marinese furono rinvenute nel 1787 presso Frattocchie, durante i lavori di allargamento e bonifica della via Appia Nuova: si trovarono resti di un oratorio cristiano, subito dispersi dal cantiere. Nello stesso sito nel 1869 furono rinvenuti altri resti dello stesso oratorio, riconducibili ai frammenti di un ciborio, ed anch'essi sono attualmente dati per dispersi. Alla fine degli anni novanta è stata rinvenuta al centro di Marino, sotto l'ex-chiesa di Santa Lucia, una cisterna romana riutilizzata in età cristiana come luogo di culto, come lasciano intendere i probabili gradini di un altare ed alcuni affreschi medioevali non databili.
La prima citazione di Marino potrebbe essere contenuta nel Liber Pontificalis: infatti una "possessio Marinas" del valore di 50 solidi risulta tra i numerosi beni nel territorio della diocesi albanense donati dall'imperatore Costantino I (306-337) alla basilica cattedrale di San Giovanni Battista in Albano Laziale sotto il pontificato di papa Silvestro I (314-335).
Comunque a partire dall'VIII secolo la Chiesa cattolica decise di prendere in mano il governo temporale del Lazio e, al fine di garantire l'approvvigionamento agricolo ed il controllo del territorio, istituì diversi patrimonia e domuscultae formati da massae e fundi: una massa era un "podere o insieme (più o meno unitariamente organizzato) di poderi appartenenti ad un signore feudale, ad un monastero, ad una chiesa o ad altra istituzione ecclesiastica o comunque ad un magnate" o al limite "una tenuta con al più qualche casupola di contadini". Nel territorio marinese si trovavano alcuni fondi distaccati appartenenti al patrimonium Appiae ed alle massae Marulis, il cui centro era situato probabilmente a Grottaferrata presso il XII miglio della via Latina, e Sulpiciana, che si estendeva lungo la via Nettunense da Frattocchie a Castel Savello presso Albano e che fu fondata da papa Adriano I.

### IX, X ed XI secolo

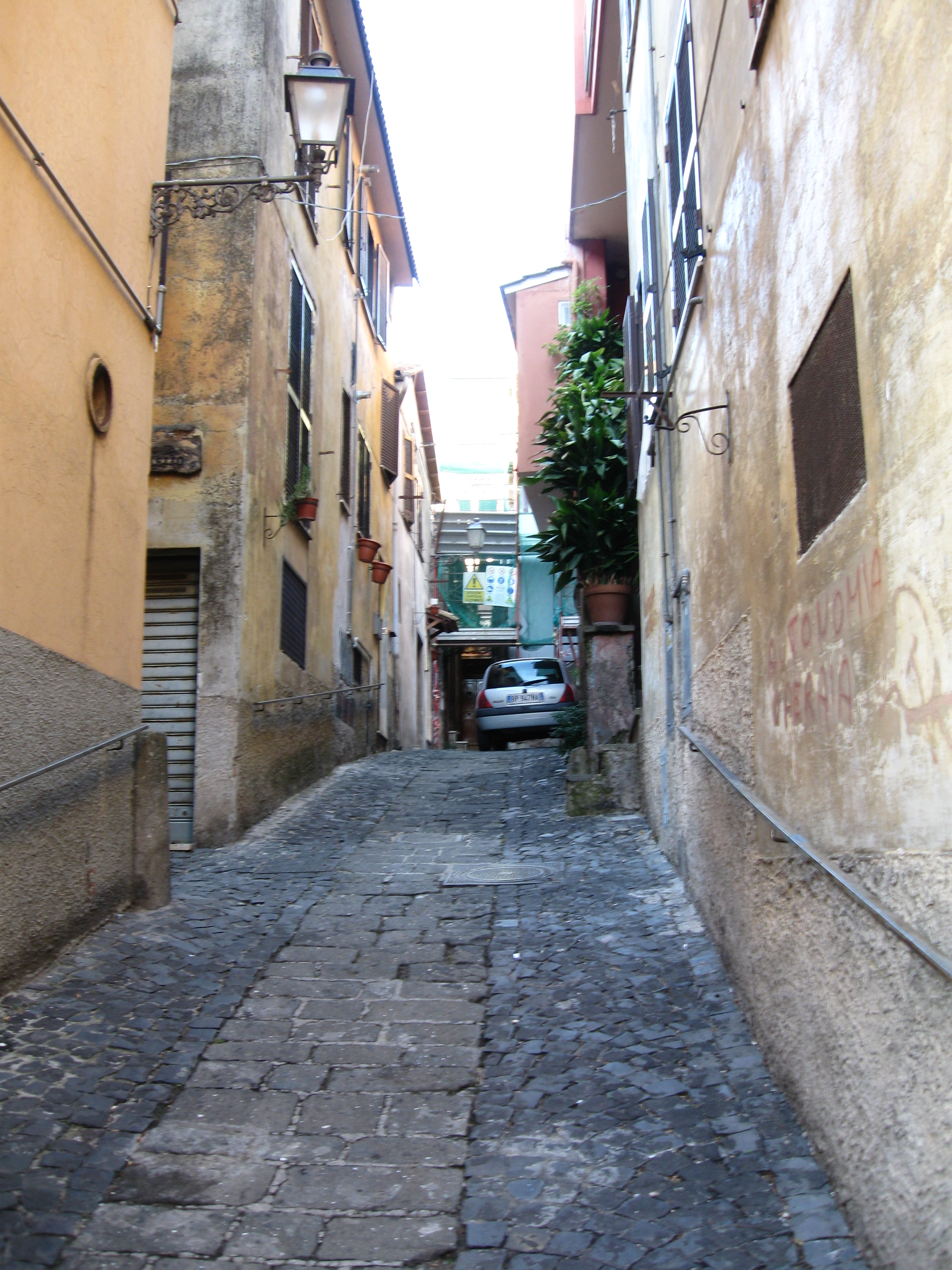
Uno scorcio di un vicolo del rione Castelletto, il quartiere alto-medioevale del centro di Marino.

Nell'agosto 846 l'Agro Romano fu devastato da un'incursione dei Saraceni, che arrivarono al punto di saccheggiare la basilica di San Pietro in Vaticano e la basilica di San Paolo fuori le mura, prima di ripiegare lungo la via Appia "tra indescrivibili guasti": la distruzione di Albano ed Ariccia probabilmente spinse la popolazione a riparare in luoghi elevati più facilmente difendibili, come il sito dell'attuale centro storico di Marino. I papi reagirono alle incursioni saracene fortificando alcuni punti strategici della città e della campagna (la "città leonina" attorno al colle Vaticano, "Giovannipoli" attorno alla basilica di San Paolo fuori le mura e "Gregoriopoli" a Ostia Antica), anche perché i maomettani tornarono all'assalto nell'876 e si fortificarono presso Minturno sul fiume Garigliano saccheggiando le regioni circostanti ed installandosi in località appenniniche come Ciciliano e Saracinesco finché non furono sconfitti ed espulsi da un'armata confederata cristiana nel 916.
Lo studioso Gaetano Moroni ipotizza origini marinesi per la famiglia baronale romana dei Crescenzi, che esercitò un potere incontrastato e tirannico su Roma e sul papato tra il 965 ed il 1012, in un triste periodo segnato dalla pornocrazia e dal malcostume denominato non a caso "saeculum obscurum". Benché Ferdinand Gregorovius ammetta di non conoscere l'origine di questa famiglia, il Moroni ricollega alla stessa un'epigrafe in lingua greca rinvenuta in località Monte Crescenzo riferita ad un certo Lucio Postumio Crescenzio, che avrebbe caso mai lasciato ancora oggi il proprio nome alla località.
Una bolla pontificia emanata da papa Agapito II nel 955 testimonia come la frazione di Castelluccia sulla via Nettunense fosse un possedimento agricolo dei monaci benedettini dell'abbazia di San Silvestro in Capite a Roma con il nome di "casalis Zizzinni", probabilmente derivante da un tale Sisinno fondatore del casale stesso. Tale stato di cose è confermato da un'altra bolla redatta da papa Giovanni XII del 962.
Nell'XI secolo Marino entrò nell'orbita della famiglia baronale romana dei Conti di Tuscolo, potente casata originaria che aveva la propria roccaforte presso la vicina Tusculum e che esercitò il proprio strapotere su Roma tra il 999 ed il 1179 attraverso il "papato di famiglia". L'egemonia tuscolana iniziò ad estendersi sui Colli Albani alla fine del X secolo, dato che nel 981 uno Stefano dei Conti di Tuscolo risulta già esercitare la propria signorìa su Ariccia e Velletri: a Marino i tuscolani eressero probabilmente una prima rudimentale fortificazione, collocata nel sito dell'attuale Palazzo Colonna.
Papa Benedetto IX in una bolla del 1033 ratificò il possesso di numerosi fondi donati da suo padre Alberico dei Conti di Tuscolo contestualmente alla fondazione dell'abbazia di Santa Maria di Grottaferrata nel 1004: tra questi fondi viene menzionato per la prima volta Castel de' Paolis.

## Il basso Medioevo

### La dominazione dei Frangipane (1090-1266)

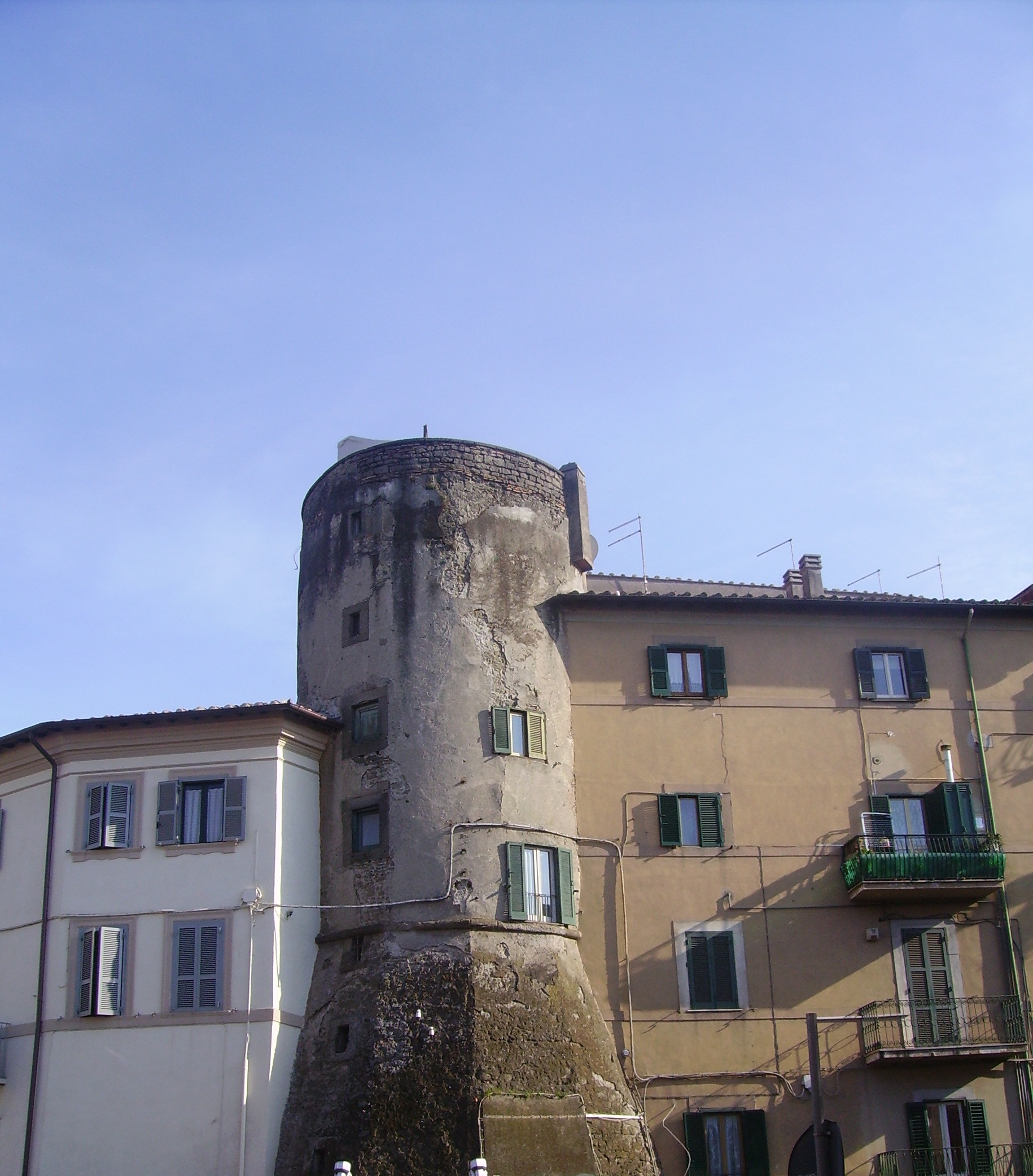
Una delle tre torri rotonde della demolita rocca Frangipane visibili in piazza Giacomo Matteotti.

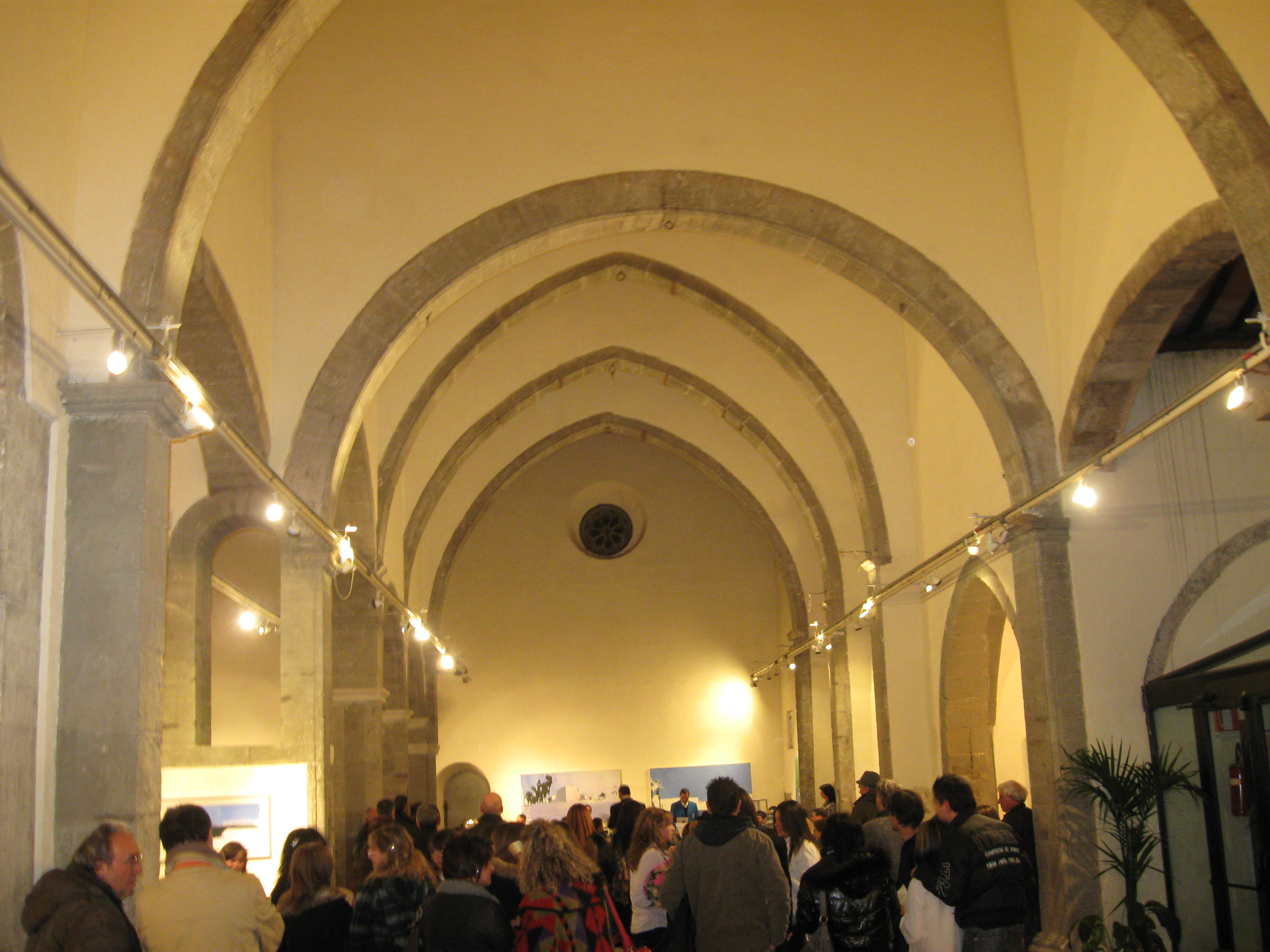
L'ex-chiesa di Santa Lucia, dal 2000 sede del museo civico Umberto Mastroianni.

Nel Chronicon Sublacense, la cronaca anonima del monastero benedettino del Sacro Speco di Subiaco, Marino viene citato nel 1090, e per la prima volta nella sua storia viene chiamato castello (castrum): nel passo si parla di un matrimonio tra le due figlie di Agapito dei Conti di Tuscolo e due esponenti della nuova nobiltà romana di estrazione borghese, Oddone Frangipane ed Annibaldo Annibaldi. Come dote, una figlia portò ai Frangipane i feudi di Marino, Rocca di Papa e Monte Compatri, l'altra invece diede agli Annibaldi i feudi di Rocca Priora, Monte Porzio Catone e Molara. A tutti gli effetti comunque questa informazione potrebbe essere falsa ed il passo del Chronicon interpolato successivamente, almeno secondo l'illustre opinione dello storico Giuseppe Tomassetti, allo scopo di dare una validità legale ad un'occupazione indebita dei predetti feudi eseguita manu militari dai Frangipane e dagli Annibaldi dopo la decadenza dei Conti di Tuscolo e la distruzione della loro roccaforte (1191).
La prima citazione inattaccabilmente originale di Marino è contenuta in un atto notarile siglato a Roma il 16 maggio 1114 riguardante la vendita di un'abitazione al rione Trastevere di proprietà di un certo "Tedemarius abitatori territorii Campaniae in castro qui vocatur Marino". Nel 1122 papa Callisto II ordinò di captare a Roma in un canale a cielo aperto le acque provenienti da Squarciarelli attraverso la marana dell'Acqua Mariana, che confluisce con la marana delle Pietrare poco dopo la località Sassone: dopo gli interventi idraulici di età romana e prima degli interventi cinquecenteschi promossi da papa Paolo V questo fu l'unico intervento di adduzione delle acque a Roma in età medioevale.
Tornando ai Frangipane, essi fanno la loro prima comparsa nelle turbinose vicende romane nel 1014, e derivano il loro nome da una leggenda che narra come un loro antenato abbia nutrito il popolo romano affamato durante un'alluvione del Tevere: da qui il cognome frangere panem, "spezzare il pane". Tra gli esponenti più importanti del ramo della famiglia che governò Marino, denominato "del Settizonio" dalla loro residenza romana presso il Circo Massimo, c'è senz'altro Giacoma de Settesoli, sorella del cardinale Stefano de' Normanni e giovane vedova di Graziano Frangipane, che conobbe e protesse san Francesco d'Assisi a partire dal suo primo viaggio a Roma nel 1210: a lei sono da attribuire la redazione dei primi "statuti" del feudo di Marino, promulgati congiuntamente al figlio Giovanni il 31 maggio 1237, e probabilmente anche il rifacimento dell'ex-chiesa di Santa Lucia in architettura gotica.
Alla morte di Giacoma de Settesoli avvenuta nel 1239 le successe il figlio Giovanni, ed in seguito alla morte di lui nel 1253, a causa della morte precoce e senza eredi dei suoi due figli Pietro e Filippa, si estinse il ramo della famiglia Frangipane del Settizonio. Per testamento si procedette alla spartizione di tutti i loro beni tra l'abbazia di San Saba a Roma e l'abbazia di Santa Maria di Grottaferrata: una quota spettò anche ai poveri di Marino. Tuttavia la vedova di Giovanni Frangipane, Saracena, nel frattempo sposatasi in seconde nozze con Giovanni dei Conti di Poli, accampò pretese sull'eredità del marito defunto, ed usurpò Marino. Papa Innocenzo IV nel 1254 invitò gli usurpatori a restituire il feudo agli esecutori testamentari di Giovanni Frangipane, e perciò Giovanni dei Conti di Poli lasciò Marino in articulo mortis ad un tale Paolo vescovo Tripolitano. Questi non riuscì mai a prendere possesso del castello, che fu usurpato dal figlio di Giovanni, Niccolò de Conti di Poli, che ne mantenne il possesso fino all'11 ottobre 1261, dopo che la matrigna Saracena aveva firmato sotto pena di scomunica un accordo il 12 giugno con gli esecutori testamentari del primo marito in cui si impegnava a rinunciare ad ogni pretesa sull'eredità Frangipane.
L'accordo di rinuncia venne rinnovato da Saracena nel 1266, quando l'esecutore testamentario di parte dell'abbazia di Santa Maria di Grottaferrata, il cardinale Giovanni Orsini, vendette Marino "et turrim cum ipsius tenimento suo" al nipote cardinale Matteo Rubeo Orsini per 13.000 provisini.

### La dominazione degli Orsini (1266-1379)

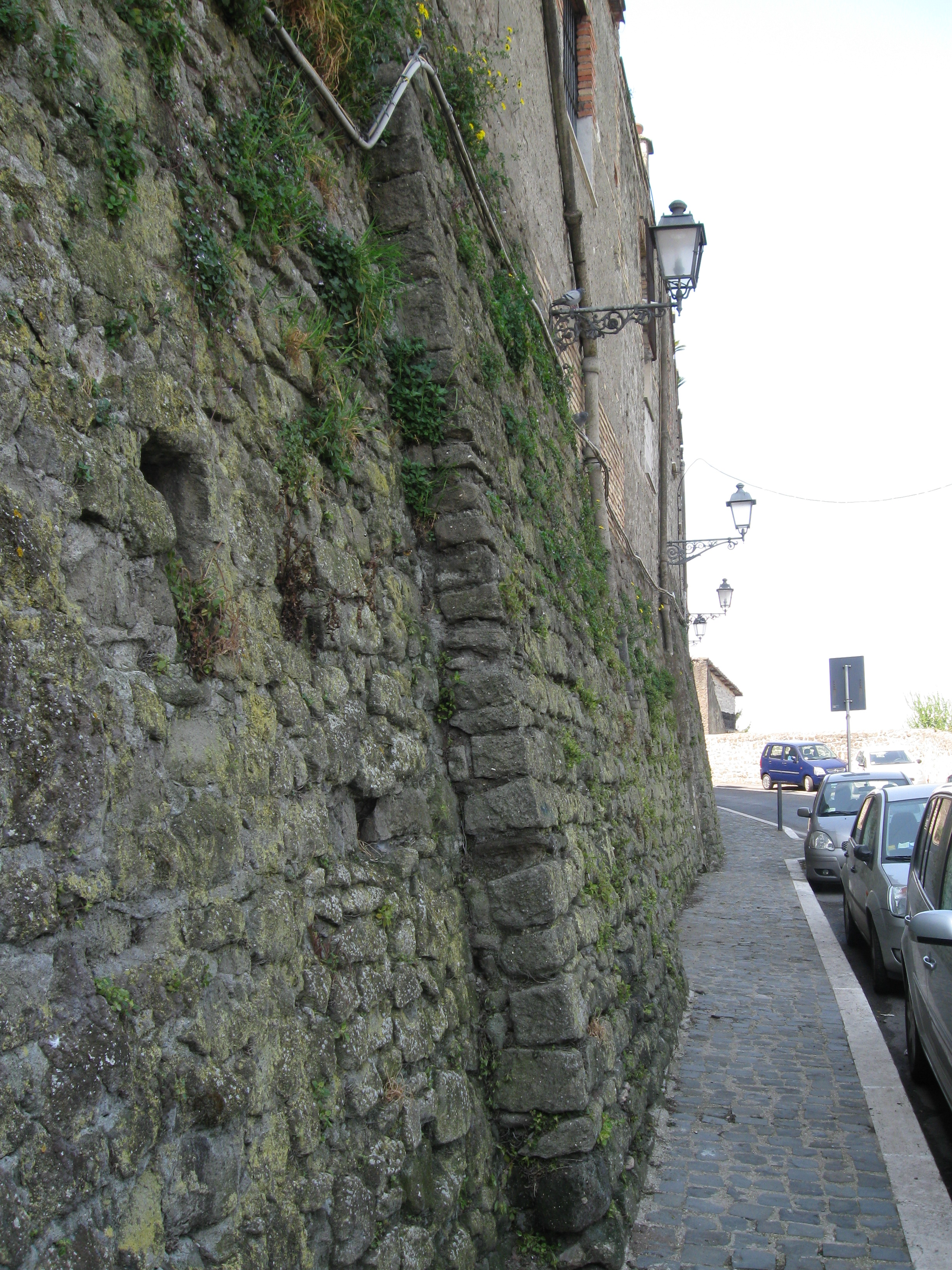
Un tratto delle mura di Marino in via Giuseppe Garibaldi.

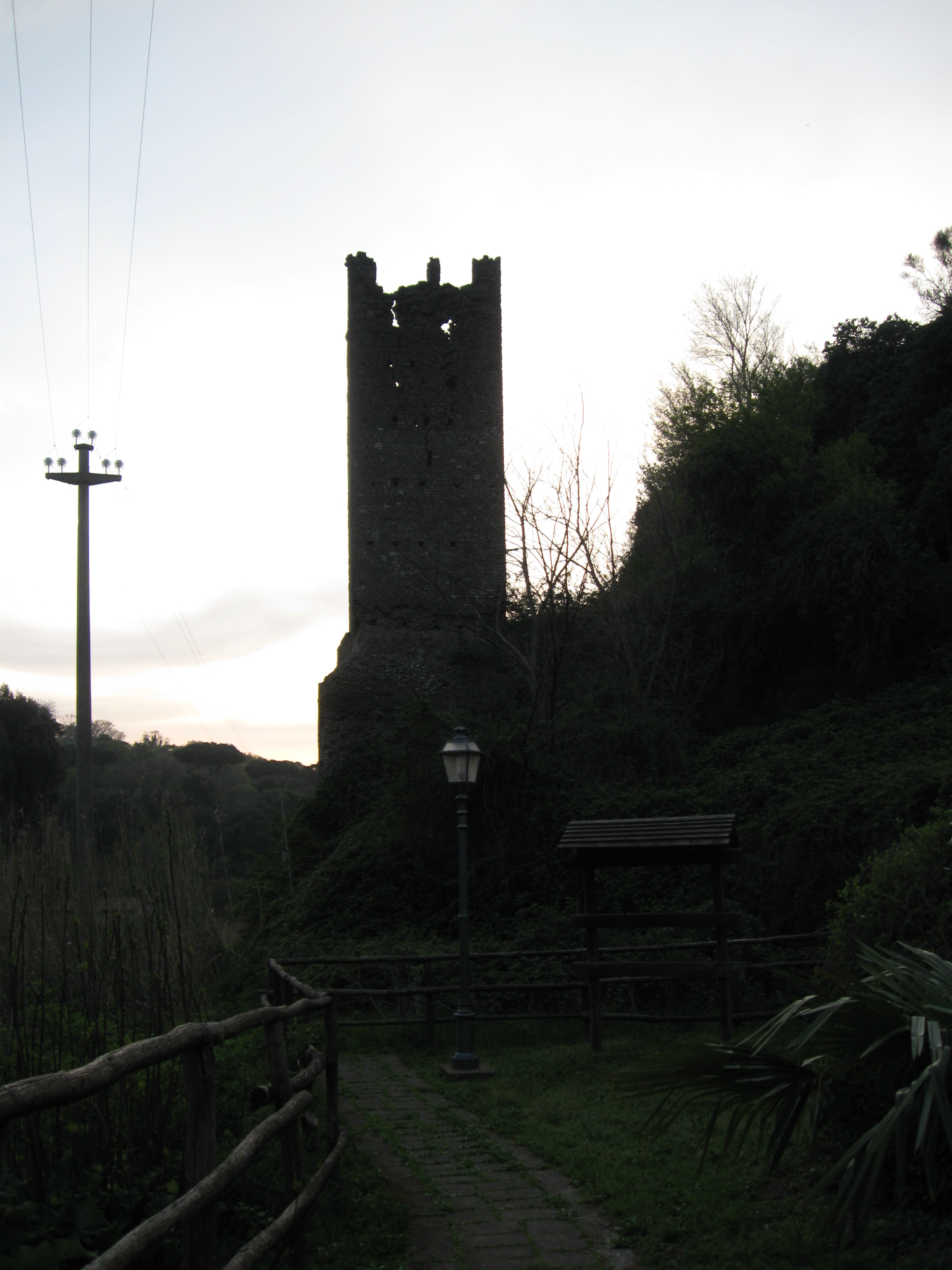
La torre d'Ammonte nel quartiere Acquasanta, costruita forse nel Trecento nel quadro di un piano di rifortificazione del castello voluto da Giordano Orsini.

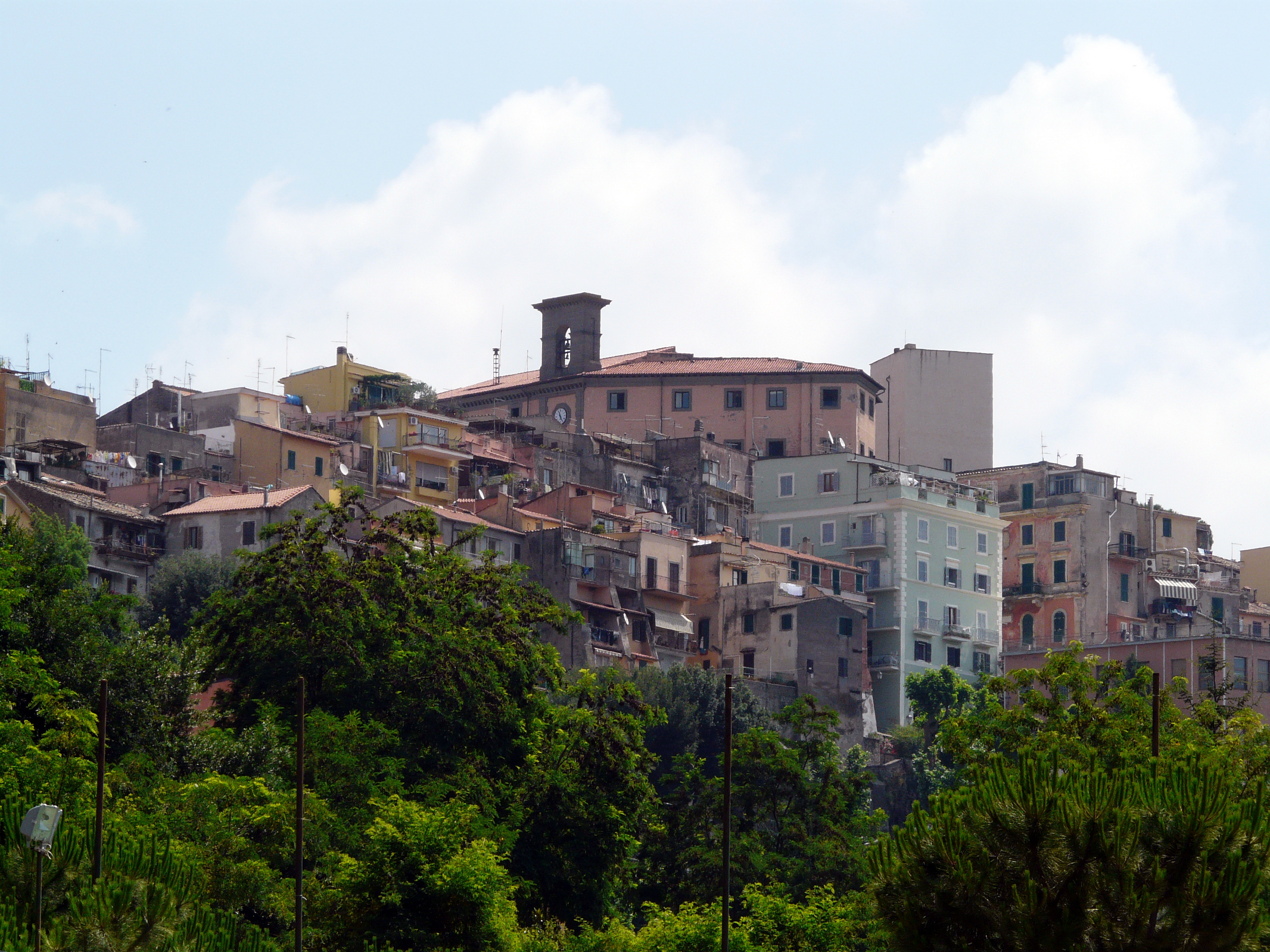
Palazzo Colonna visto dalla stazione di Marino Laziale.

Perfezionato l'acquisto del feudo, il 16 dicembre 1266 il cardinale Matteo Rubeo Orsini vendette metà del feudo marinese agli zii Giordano, Rainaldo e Matteo Orsini. Il 13 gennaio 1263 le abbazie di San Saba e di Santa Maria di Grottaferrata ratificarono la vendita, e si procedette alla spartizione dei 13.000 provisini versati dagli Orsini per l'acquisto di Marino tra i due monasteri ed i poveri di Marino, nella misura di 10.080 provisini equamente ripartiti tra i monasteri e 2920 provisini ai poveri. Nel novembre 1267, in concomitanza con la discesa di Corradino di Svevia in Italia, il senator Arrigo di Castiglia, agguerrito ghibellino, diede ordine di catturare tutti i nobili romani vicini ai guelfi: caddero in sua mano tra gli altri Napoleone, Rainaldo e Matteo Orsini, Pandolfo e Giovanni Savelli, Riccardo Annibaldi e Pietro Colonna. Grazie ai buoni uffici di papa Clemente IV i prigionieri furono in seguito liberati, e gli Orsini si barricarono "non sine promptitudine" nel castello di Marino aspettando e respingendo vittoriosamente l'assalto del "senatore".
Il santuario di Santa Maria dell'Acquasanta venne visitato nell'estate 1260 o comunque agli inizi degli anni settanta del Duecento da san Bonaventura da Bagnoregio, cardinale vescovo di Albano dal 1270 al 1274, che secondo la tradizione assorto in preghiera presso l'immagine mariana ebbe l'ispirazione per fondare la confraternita del Gonfalone di Marino, la prima confraternita al mondo ad avere questo nome, tanto da essere per lungo tempo in lotta con l'omonima confraternita romana per stabilire la primazia dell'una sull'altra. La venerazione della Madonna dell'Acquasanta è nata probabilmente attorno al VI secolo, e fino al Cinquecento non esisteva un edificio sacro attorno all'immagine ma solo un'edicola stradale.
Nel 1286 gli Orsini praticarono una delicata redistribuzione delle quote di proprietà del feudo tra il cardinale Matteo Rubeo, gli eredi di Napoleone, Rainaldo e Matteo, la madre di questi Ocilenda ed i figli minori della stessa Orso e Giovanni. Un tale Paolo di Matteo nello stesso anno vendette il castello di Castelluccia agli Orsini: attorno allo stesso periodo veniva edificato poco distante, presso l'attuale frazione di Fontana Sala, il castello di Palaverta, a sorveglianza della via Nettunense; inoltre nel centro di Marino veniva edificata, nell'area dell'attuale palazzo Colonna, una nuova postazione fortificata chiamata rocca Orsini.
Durante il conflitto tra papa Bonifacio VIII e Filippo IV di Francia "il Bello", che si risolse con l'episodio dello schiaffo di Anagni (7 settembre 1303), il cardinale Napoleone Orsini feudatario di Marino si schierò con i francesi, ed ospitò a Marino alcuni congiurati contro il papa tra cui Sciarra Colonna e Rainaldo da Supino, prima che questi raggiungessero il contingente francese guidato da Guglielmo di Nogaret che si andava radunando in un altro feudo degli Orsini sui monti Lepini, Sgurgola, per dare l'assalto al rifugio papale, Anagni, feudo della potente famiglia Caetani.
Orso Orsini, figlio del summenzionato Matteo Orsini, nel 1312 vendette al cugino cardinale Napoleone Orsini le sue proprietà nel feudo di Marino; nel 1332 fu il cardinale a stipulare con la zia Ocilenda Orsini una permuta del casale di Tor di Mezzavia. Il medesimo cardinale Orsini, che risiedeva ormai ad Avignone in seguito al trasferimento oltralpe della Curia romana voluto nel 1309 da papa Clemente V (iniziava il periodo della "cattività avignonese"), emanò il 20 maggio 1334 un editto sul governo del feudo di Marino ad istruzione del castellano Matteuccio di Poggio. In base alle disposizioni dell'editto, il cardinale esigeva la vendita di grano e vino al miglior prezzo possibile, vietava l'ospitalità a sue spese senza che lui ne fosse informato, deprecava il cattivo comportamento del precedente vicario e l'aggressione fatta da alcuni suoi vassalli marinesi ad alcune donne della vicina Rocca di Papa che attingevano acqua al Caput Aquae Ferentinum.
Nel 1347 il "tribuno del popolo" Cola di Rienzo, nella sua improba lotta contro le famiglie baronali romane, fece arrestare con l'inganno nel palazzo Senatorio in Campidoglio i principali esponenti delle medesime famiglie, e tra gli altri Stefano e Pietro Colonna, Orso Orsini ed il feudatario di Marino Rainaldo Orsini. Il fratello di quest'ultimo Giordano si salvò invece riparando in tempo nel castello di Marino: grazie ai buoni uffici di prelati e nobili romani Cola alla fine decise di rilasciare tutti i prigionieri, i quali adontati dalla prigionia tornarono nelle loro roccaforti nell'Agro Romano e si prepararono alla resistenza armata contro il tribuno. Nel mese di novembre dello stesso anno Cola di Rienzo si diresse verso Marino per dare una lezione a tutti i baroni colpendo gli Orsini: tuttavia non riuscì ad espugnare il castello, e si sfogò devastando le campagne marinesi (in tempo di vendemmia) e distruggendo il castello di Castelluccia. Fatto questo, la Cronica dell'Anonimo romano riferisce che il tribuno fece catturare due cani randagi e li fece affogare in un fosso che scorreva nei pressi, dicendo che uno era Giordano e l'altro Rainaldo Orsini. Una grande vittoria sui baroni Cola la conseguì il 20 novembre 1347 nella battaglia di Porta San Lorenzo: 80 nobili romani caddero, ma il tribuno sprovvedutamente non sfruttò il momento per dare l'assalto finale ai Colonna ed agli Orsini che si erano rifugiati a Marino e Palestrina.
Il consumo di sale del castello nel 1347 ammontava a trenta rubbia, che ammonterebbero a circa 60 quintali: calcolando un consumo medio giornaliero pro capite di sale ad 8 grammi, la popolazione marinese si aggirava sui 750 individui. Nel 1372 Rainaldo Orsini lasciò in eredità tutti i suoi beni al fratello Giordano, che così unificò nuovamente l'intera proprietà di Marino con le sue attinenze e dipendenze nelle sue mani.
Papa Gregorio XI nel gennaio 1377 avviò il rientro da Avignone a Roma della Curia romana, salvo morire nel mese di marzo dell'anno successivo. Il 18 aprile 1378, dopo meno di un mese di tesissimo conclave, venne eletto papa Urbano VI: il popolo romano, che voleva un papa italiano, fu soddisfatto, ma non così i cardinali francesi, che il 20 settembre 1378 a Fondi elessero l'antipapa Clemente VII. Così iniziò lo Scisma d'Occidente (1378-1417). Tra i due contendenti al soglio pontificio si arrivò alla lotta armata: lo scontro decisivo fu la battaglia di Marino del 30 aprile 1379, combattuta nella vallata sottostante il castello ad est dal significativo nome di Valle dei Morti. Il feudatario di Marino Giordano Orsini si era schierato con l'antipapa, ed ospitava nel castello i mercenari francesi al soldo di Clemente VII guidati dal conte di Montoje: dall'altra parte, a Castel de' Paolis erano accampati i soldati italiani al soldi di Urbano VI guidati dal capitano di ventura Alberico da Barbiano e dal figlio di Giordano Orsini, Giacomo, schierato con il papa contro suo padre. La vittoria arrise agli italiani: Clemente VII dovette abbandonare il Lazio e riparare ad Avignone. La tragica lotta familiare tra padre e figlio si concluse invece con l'espugnazione di Marino da parte di Giacomo Orsini il 2 giugno 1379, con la fuga di Giordano a Torre Astura presso il nipote Onorato Caetani.

### Lo Scisma d'Occidente e l'anarchia feudale (1379-1399)

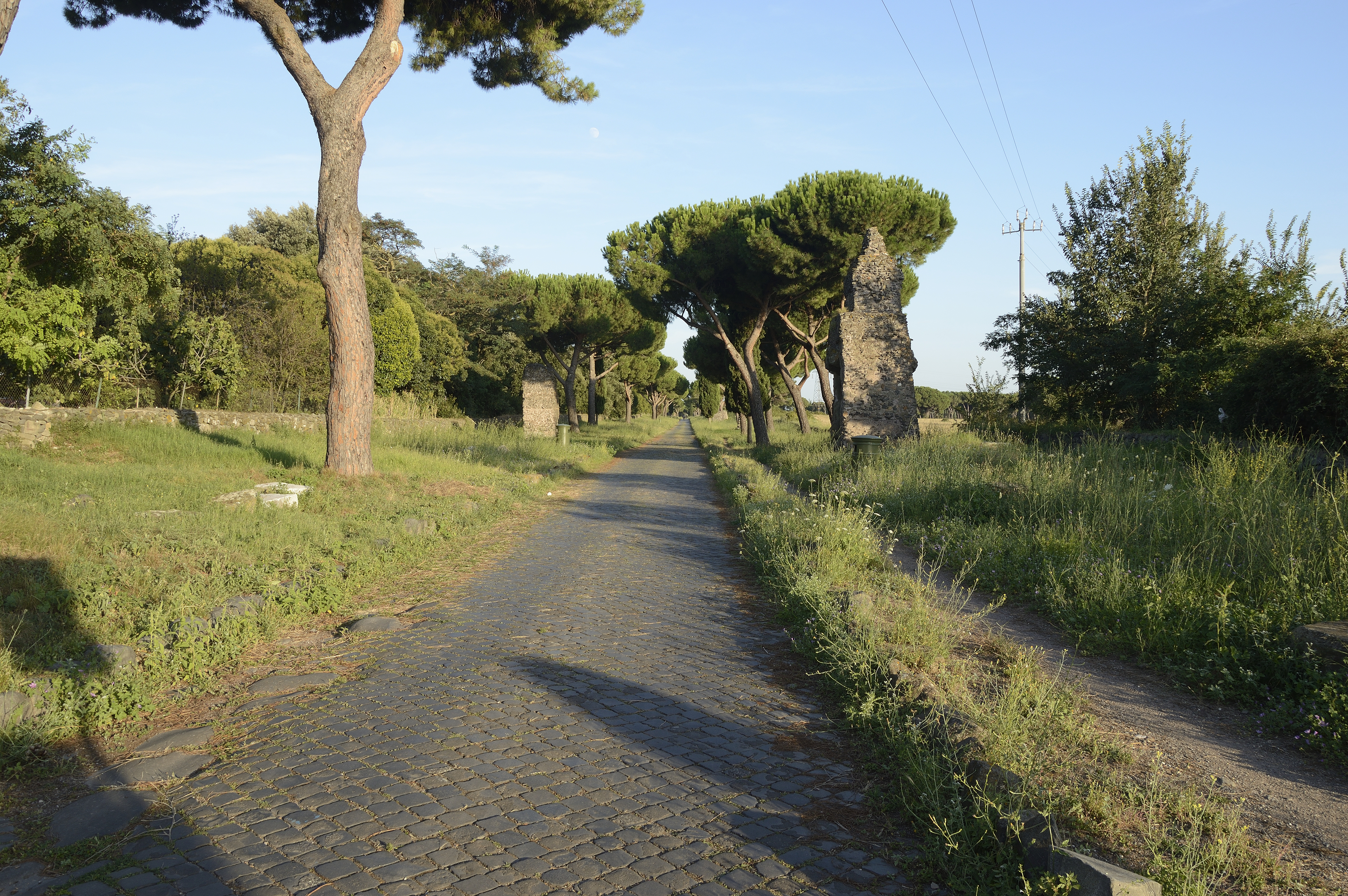
Tor Leonardo, presso la frazione di Santa Maria delle Mole lungo la via Appia Antica, menzionata per la prima volta nel 1388.

L'esule Giordano Orsini prese i suoi provvedimenti contro il figlio ostile: con due atti del 1383 lo disconobbe, sostenendo che fosse "filius cuiusdam Siculi", "figlio di qualche siciliano", e nel testamento del 1384 nominò suo erede universale il fedele nipote Onorato Caetani. Tuttavia, questi non poté prendere possesso dei feudi lasciatigli dallo zio che dopo il 14 giugno 1385, quando occupò Marino obbligando "Iacobum dundum occupatoris Castri Marini" (ovvero Giacomo Orsini, si noti che non è chiamato per cognome) a cedere i feudi da lui occupati. Marino entrò così nell'orbita dei Caetani, potente famiglia che controllava gran parte dell'Agro Pontino; ma già nel 1399 papa Bonifacio IX ordinò una crociata contro i Caetani, poiché aveva scoperto che Onorato era tra alcuni congiurati contro di lui: fu così che il 2 maggio di quell'anno Marino venne acquisita dalla Camera Apostolica assieme agli altri beni della famiglia.
Il 18 ed il 19 maggio dello stesso anno Bonifacio IX investì Oddone Arcioni e Giovanni Ceccarelli di case e vigne nel territorio marinese: quest'ultimo fu nominato governatore del castello il 22 maggio, mentre il 5 settembre il nobile napoletano Pietro Passerelli ebbe il titolo di capitano e castellano di Marino. Il 15 novembre 1399 infine il papa unì alla castellania di Marino il castello di Genzano di Roma con l'allora sua dipendenza di Ariccia, feudo dei monaci cistercensi dell'abbazia delle Tre Fontane a Roma, finora accorpato alla castellania di Lariano. Il feudo genzanese era stata fino ad allora usurpato e retto tirannicamente da Nicola Colonna, che però dovette fuggire essendo anch'egli colluso nella congiura contro Bonifacio IX.

### Il XV secolo

#### L'anarchia feudale continua (1399-1419)

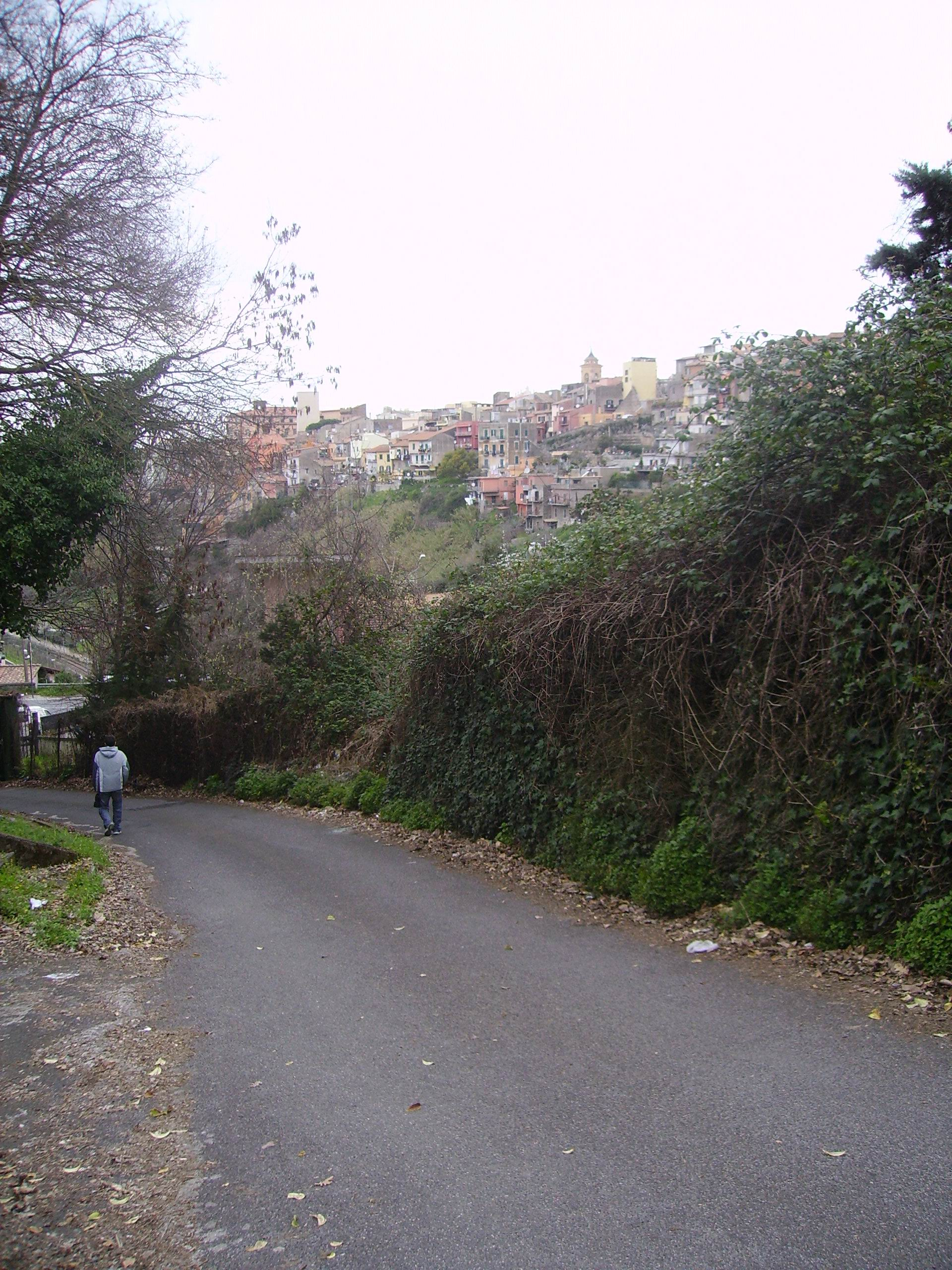
Il centro di Marino in una veduta parziale dallo Stadio Comunale Domenico Fiore (autunno 2007).

Nell'ottobre 1404 il castellano di Marino Pietro Passarelli e suo fratello Marino, che si spacciava per sacerdote pur non essendolo, si ribellarono al dominio diretto della Chiesa cattolica approfittando della morte del papa: tuttavia già nel febbraio 1405 il castello era tornato sotto il controllo pontificio, ed i due fratelli ribelli erano stati incarcerati. Papa Innocenzo VII nominò castellano di Marino il castellano di Ardea Giacomo Tedallini, figlio del diarista Branca.
A questo punto Giacomo Orsini, il figlio disconosciuto di Giordano Orsini, occupò il castello il 13 marzo 1405, dopo un assedio alla rocca durato tre giorni. Innocenzo VII incaricò il vescovo di Montefeltro Benedetto di Salnucio di riconquistare il feudo, nominalmente ancora proprietà della Camera Apostolica, ma pare che questi non ci riuscì o si curò poco dell'impresa se Giacomo Orsini continuò ad occupare Marino indisturbato per alcuni anni.
Nel 1408 Ladislao I di Napoli invase lo Stato Pontificio ed il 23 giugno, recatosi in visita a Marino, la concesse a Giordano e Niccolò Colonna, suoi alleati nella guerra contro l'antipapa Alessandro V, che all'epoca occupava Roma dopo averne scacciato papa Gregorio XII.
Dopo la ritirata dell'esercito napoletano, nel 1409 il castello tornò al diretto dominio della Camera Apostolica, e ne venne nominato castellano Niccolò da Fabriano. Tuttavia, un nuovo conflitto scoppiò tra Ladislao I di Napoli ed il neoeletto antipapa Giovanni XXIII, tanto che nell'estate 1413 i napoletani invasero nuovamente lo Stato Pontificio: tra il 22 luglio ed il 12 agosto Giacomo Orsini assediò un'ennesima volta Marino, stavolta in nome del Regno di Napoli, e riuscì ad entrarvi vincitore salvo riuscirne nell'agosto 1414, dopo la morte di Ladislao e la definitiva ritirata dei napoletani.
Lo Scisma d'Occidente si chiuse con il Concilio di Costanza, che elesse l'11 novembre 1417 papa Martino V, esponente della famiglia Colonna: questa scelta fu dettata dalla possibilità per un Colonna di controllare al meglio il tormentato clima romano, dominato dalle tensioni tra le famiglie baronali per il controllo del papato. E di conseguenza subito i Colonna si diedero da fare per estendere il proprio potere anche sui Colli Albani: nel 1422 acquistarono Frascati, nel 1423 Genzano di Roma e Nemi, nel 1425 Rocca di Papa e nel 1427 Molara, nel 1428 ottennero la commenda dell'abbazia di Santa Maria di Grottaferrata. Giordano Colonna acquistò Marino da Cristoforo Caetani nel 1419, per la somma di 12.000 fiorini.

#### La dominazione dei Colonna tra Martino V ed Eugenio IV (1419-1448)

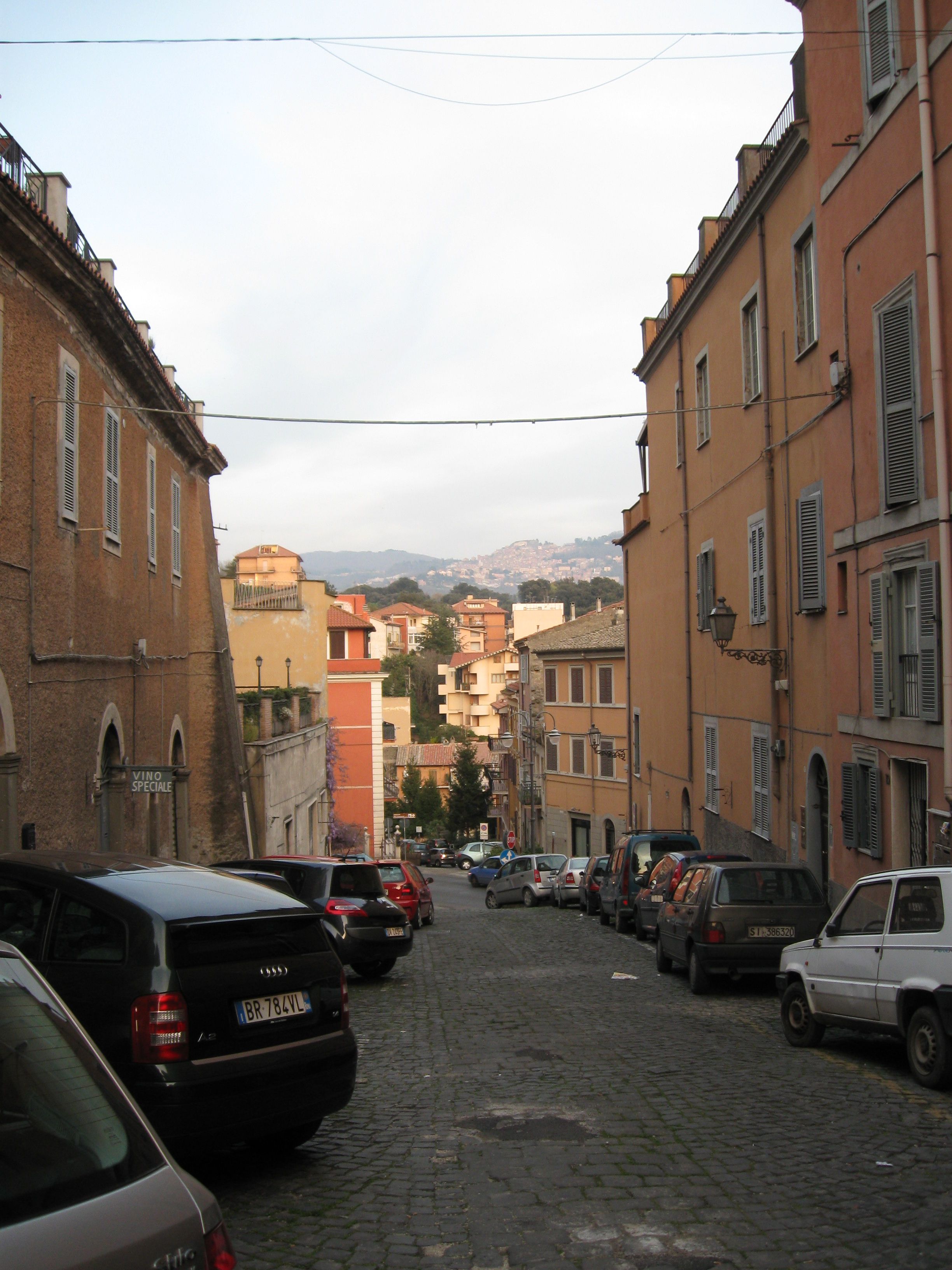
Via Cesare Battisti, fino agli anni trenta dell'Ottocento principale accesso al castello da sud.

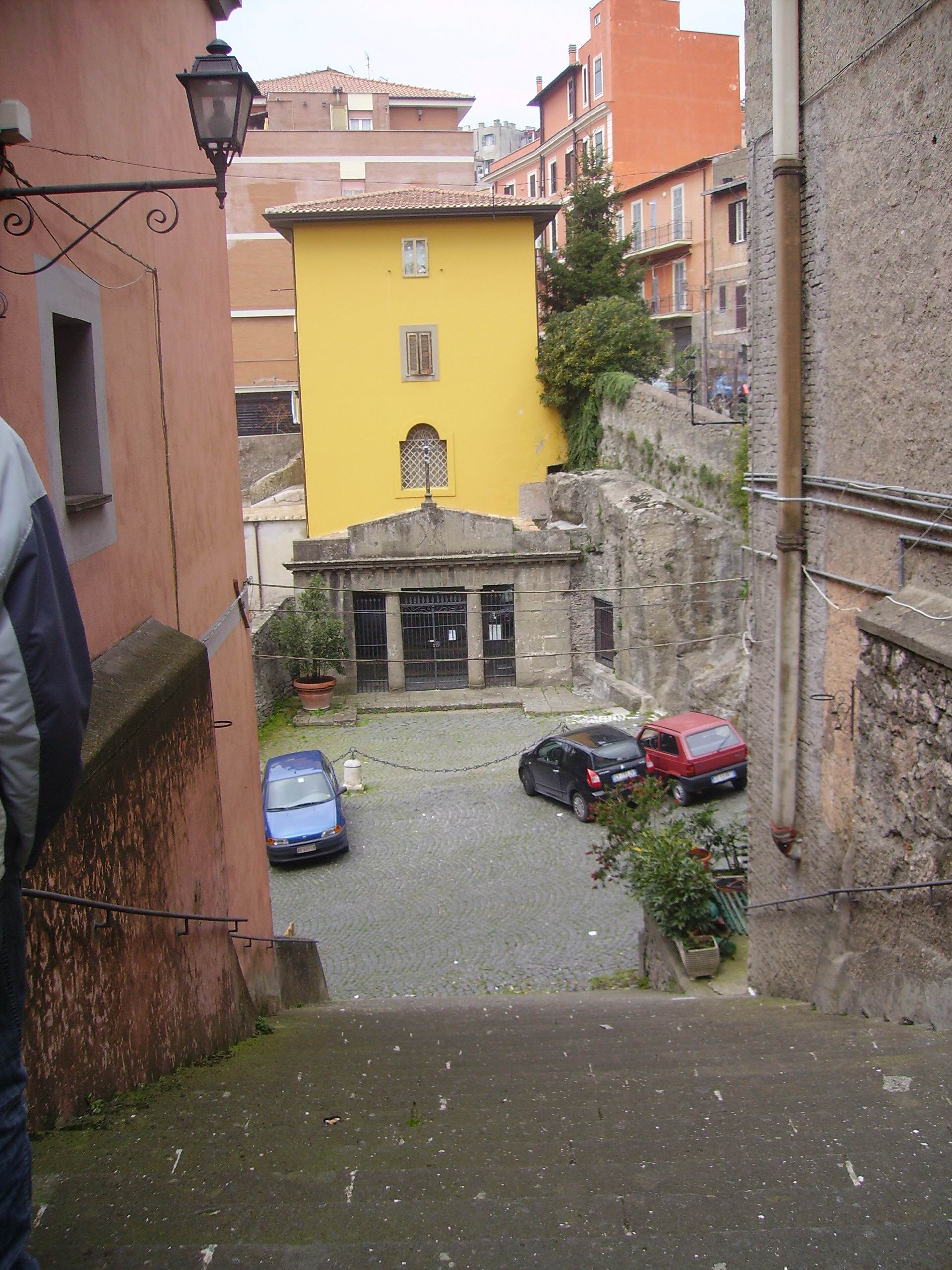
Il santuario di Santa Maria dell'Acquasanta e la scalinata che colma il dislivello con il "ponte Gregoriano".

Martino V, dopo aver esentato Marino ed altri feudi di proprietà dei suoi parenti dal pagamento delle tasse sul sale e del focatico, il 18 marzo 1423 rinunciò ufficialmente ad ogni diritto della Chiesa cattolica sul feudo di Marino e sulle sue dipendenze ed attinenze. Il 16 giugno 1424 il papa si recò a Marino, al capezzale del fratello Giordano moribondo.
Con la morte di Giordano, Martino V prese decisamente in mano il governo della famiglia ed il 1º febbraio 1427 emanò la bolla pontificia Etsi Prudens, con la quale spartiva una trentina di feudi laziali ed abruzzesi tra i nipoti Antonio, Prospero ed Odoardo Colonna e dichiarava un'altra dozzina di feudi pro indiviso (Capranica, Cave, Ciciliano, Genazzano, Olevano Romano, Palestrina, Pisoniano, Rocca di Cave, San Vito Romano e Serrone). Marino fu assegnata a Prospero Colonna, assieme ad Ardea, Frascati, Molara, Monte Compatri e Rocca di Papa.
Alla morte di Martino V nel 1431, fu eletto papa Eugenio IV, che assunse un atteggiamento decisamente avverso ai Colonna, spinto dalle molte voci ostili a questi sollevate dagli ambienti della Curia romana: l'11 aprile 1431 furono arrestati alcuni familiari colonnesi, ed alla reazione violenta dei Colonna il 18 maggio l'"improba domus sive progenies de Columna" venne scomunicata e i beni colonnesi avocati alla Camera Apostolica. Tuttavia Eugenio IV il 16 febbraio 1432 propose ad Antonio Colonna il versamento di 35.000 fiorini in cambio della pace, e quello accetto: ma non ci fu largo margine per una pace, perché il 9 ottobre 1433 il papa tornò a scomunicare i Colonna, rei di fortificare e guarnire Marino in segreto mentre gli promettevano di smilitarizzare quel feudo. Il 15 ottobre il papa inviò un esercito contro i feudi colonnesi, ma il 14 dicembre il Concilio di Basilea, in aperto contrasto con il papa, reintegrò i Colonna di tutti i loro beni e dichiarò decaduta la scomunica: nel maggio 1434 Eugenio IV fu costretto ad una rocambolesca fuga da Roma per Firenze, incalzato da una rivolta popolare sobillata dai Prefetti di Vico e dai Colonna.
Nell'ottobre 1434 il comandante pontificio Orsino Orsini incalzò l'esercito ribelle guidato dal capitano di ventura Antonio da Pontedera fin sotto al Borghetto di Grottaferrata, a Marino e ad Albano Laziale, il primo e l'ultimo castelli ospitali per i ribelli perché appartenenti alla famiglia Savelli, alleata dei Colonna: il cardinale Giovanni Maria Vitelleschi, comandante in capo dell'esercito pontificio, riconquistò Roma il 25 ottobre, ed il 31 marzo 1436 arrivò al Borghetto di Grottaferrata che fu distrutto: Quindi, il cardinale passò presso Marino senza assaltarla e si gettò sui feudi dei Savelli lungo la direttrice Appia, Castel Gandolfo, Albano e Castel Savello, radendoli al suolo: passando per Rocca Priora poi ruppe gli indugi e colpì i Colonna direttamente nella valle del Sacco. La guerra terminò con la conquista di Palestrina il 18 agosto 1436 e la sua selvaggia distruzione ad opera dello stesso cardinale Vitelleschi.
I Colonna fuggirono nel Regno di Napoli, ed i loro feudi furono incamerati dalla Camera Apostolica: non si hanno più notizie di Marino fino al 13 agosto 1446, quando viene firmata una concordia tra Antonio ed Odoardo Colonna che stabilisce come le rendite di Marino spettino ad Odoardo. Questa concordia sarà rinnovata nel 1462. Fu il neoeletto papa Niccolò V a confermare ai Colonna i loro diritti e le loro proprietà nel Lazio il 26 giugno 1448, alla morte di Eugenio IV.

#### Dal ritorno dei Colonna a Sisto IV (1448-1484)

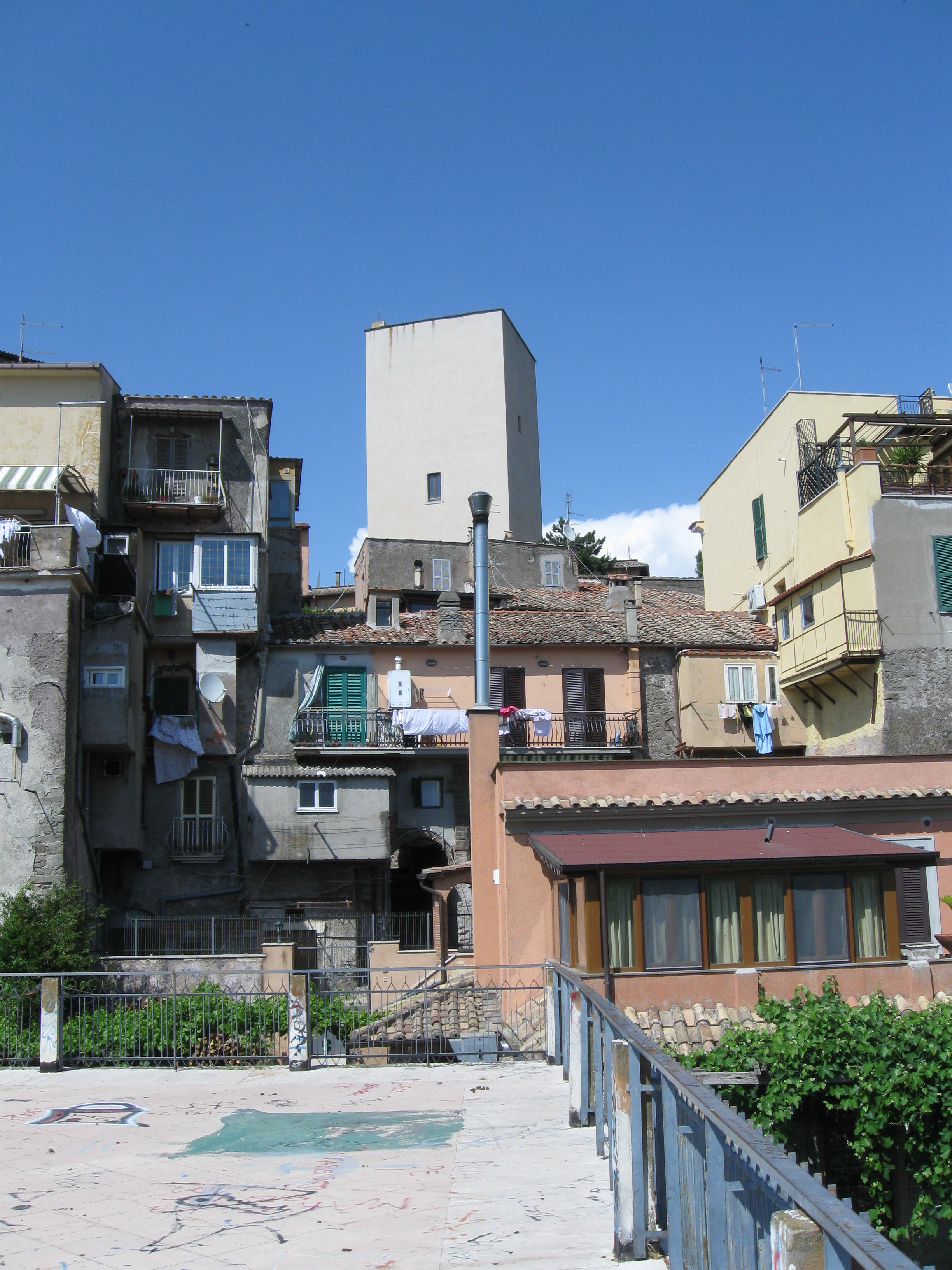
La torre quadrangolare che fa mostra di sé nel cortile interno di palazzo Colonna.

Nel 1453 insorse una controversia tra l'abbazia di Santa Maria di Grottaferrata ed Antonio, Prospero ed Odoardo Colonna sul confine tra i territori del monastero ed i feudi di Marino e Rocca di Papa: il 26 ottobre di quell'anno il papa nominò un commissario ad acta per risolvere la diatriba. Lo storico marinese Girolamo Torquati asserisce che la località di Castel de' Paolis, facente parte del territorio marinese ma fin dall'XI secolo proprietà dell'abbazia di Grottaferrata, fu definitivamente accorpata al territorio criptense in forza di una concordia dell'inizio del Seicento: da un punto di vista ecclesiastico, la località fin dal Duecento è scorporata dalla giurisdizione della diocesi suburbicaria di Albano alla quale spetterebbe e sottoposta alla giurisdizione dell'abbazia territoriale di Santa Maria di Grottaferrata, oggi della diocesi suburbicaria di Frascati.
Papa Pio II nel 1459 accondiscese alla supplica del cardinale Prospero Colonna di condonare il pagamento di 10 rubbia di sale al feudo di Marino: lo stesso papa nel corso di un giro turistico dei Colli Albani nel maggio 1462 salutò Marino da Monte Cavo definendolo "Marianum quod Marinum appellant, Columnensis familiae oppidum". L'anno successivo morì Odoardo Colonna: nel suo testamento rogato in Roma il 9 settembre 1463 lasciò un legato di 10 Scudi pontifici per la fondazione a Marino di un convento di monache clarisse che ospitasse la figlia Paola e le sue compagnie. Ciò nonostante, non si ha notizia di un convento di clarisse aperto a Marino.
Ferdinando I di Napoli soggiornò a Marino nel febbraio 1475, ospite del suo amico Fabrizio I Colonna, figlio del defunto Odoardo: in questa circostanza il sovrano concesse al feudo il privilegio di esenzione perpetua da ogni tassa, gabella e prestazione. L'amicizia di Fabrizio Colonna con il re di Napoli fu causa di molte sofferenze per i marinesi nella guerra che si stava preparando tra papa Sisto IV e lo stesso Ferdinando, come ebbe a notare lo storico Giuseppe Tomassetti. Il conflitto iniziò nel maggio 1482, quando l'esercito napoletano invase lo Stato Pontificio: il 5 giugno i napoletani occuparono il Borghetto di Grottaferrata e da quella postazione iniziarono a saccheggiare l'Agro Romano assieme alle truppe mobilitate dai Colonna e dai Savelli. Tredici soldati marinesi al soldo dei Colonna furono così catturati mentre guastavano l'Agro il 13 giugno e furono rinchiusi nelle prigioni pontificie di Tor di Nona, e successivamente riscattati per 110 ducati. Il duca di Calabria Alfonso d'Aragona, comandante in capo dell'esercito napoletano, decise di "scaricare" gli ingombranti alleati e con una repentina giravolta fece occupare i feudi dei Colonna: Marino cadde il 16 luglio. Tuttavia il comandante in capo pontificio Roberto Malatesta riuscì a sbaragliare i napoletani nella battaglia di Campomorto del 21 aprile 1482: rapidamente lo schieramento napoletano si sfaldò ed il 26 agosto Sisto IV poté celebrare la riconquista pontificia di Marino. Poco più tardi, l'11 settembre, il papa nominò governatore di Marino ed Albano Innocenzo della Rovere.
Il 24 dicembre 1482 il papa concesse il perdono ai Colonna, ed il 3 gennaio 1483 restituì loro tutti i feudi tranne Marino: per la restituzione di questo feudo infatti Sisto IV pretendeva la cessione dei ducati abruzzesi di Albe e Celano più 14.000 ducati, cose che aveva promesso agli Orsini in cambio del loro appoggio nella guerra appena terminata. Proprio per questo i Colonna rifiutarono decisamente, e nel gennaio 1484 scoppiò una nuova feroce guerra che vedeva contrapposti gli Orsini appoggiati dal papa da una parte, ed i Colonna ed i Savelli dall'altra. I Colonna occuparono Marino; il 30 maggio 1484 gli Orsini rasero al suolo il quartiere colonnese presso il Quirinale e fecero prigioniero il fratello di Fabrizio Colonna, il protonotario Lorenzo Colonna; il 2 giugno i Colonna risposero assaltando l'abbazia di Santa Maria di Grottaferrata, all'interno della quale era riparato l'esercito pontificio che doveva assaltare Marino, facendo prigioniero il legato pontificio Sinolfo Ottieri, in seguito rilasciato; il 25 giugno Fabrizio Colonna si dichiarò disposto a cedere Marino alle condizioni di Sisto IV in cambio della liberazione del fratello: il castello venne così ceduto nelle mani dei papalini, ma Lorenzo Colonna verrà decapitato a Castel Sant'Angelo il 30 giugno. Nonostante questo colpo basso, la guerra proseguì violentissima; il 2 luglio l'esercito pontificio comandato da Virginio Orsini e Girolamo Riario si accampò sotto le mura di Marino, prima di proseguire verso Capranica e Paliano: durante l'assedio di quest'ultima località, il 12 agosto 1484, papa Sisto IV morì. La guerra si concluse con un ennesimo nulla di fatto, e la pace fu siglata dal neoeletto papa Innocenzo VIII il 2 gennaio 1485.

#### Da Innocenzo VIII ad Alessandro VI (1484-1501)

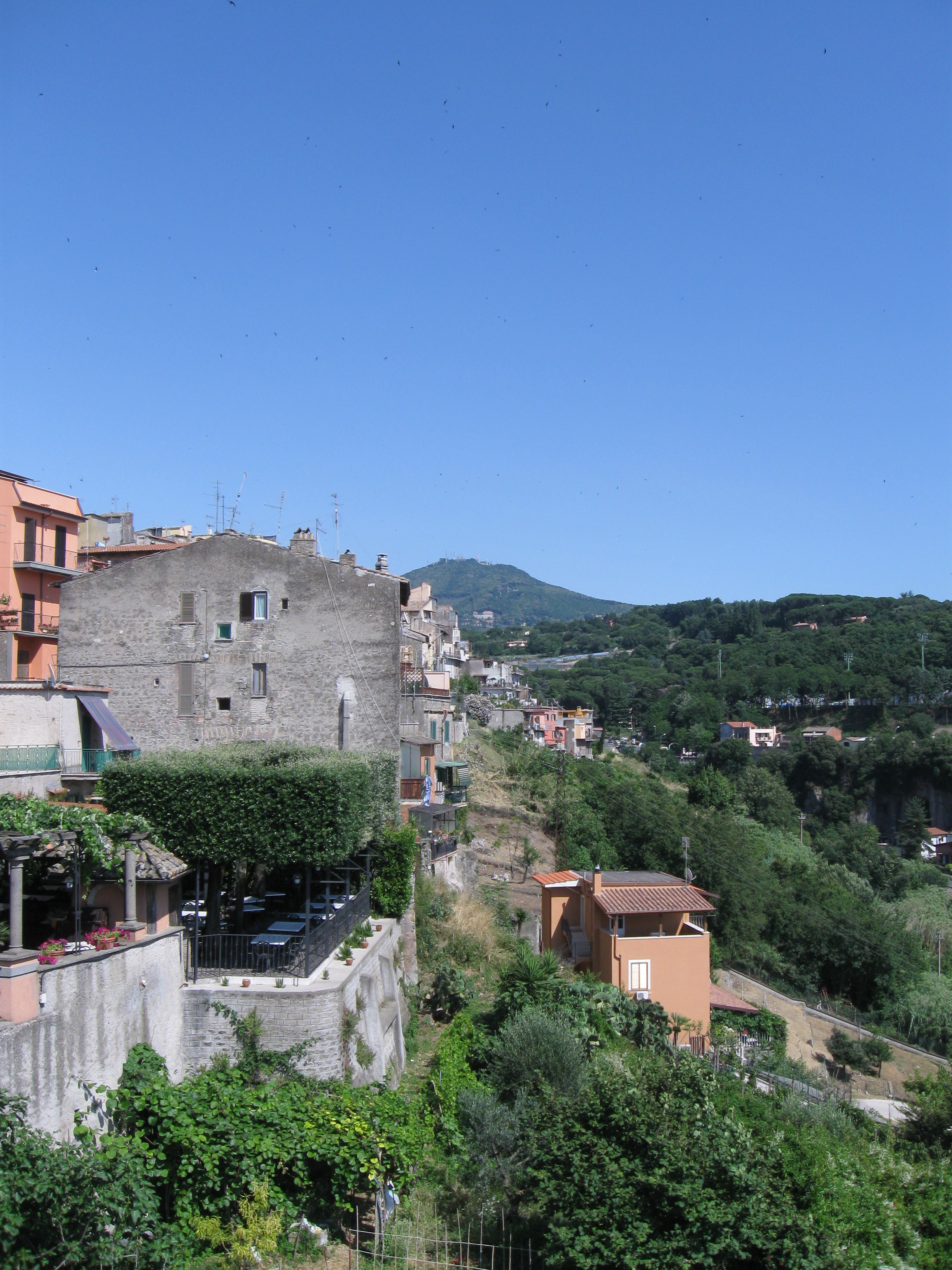
Il rione Coste nel centro di Marino: sullo sfondo, Monte Cavo.

Mentre i Colonna erano bramosi di vendetta sugli Orsini, e gli Orsini bramosi di impossessarsi dei feudi abruzzesi dei Colonna, Innocenzo VIII pensò bene di dare fuoco alle polveri rispedendo a Napoli alcuni ambasciatori inviatigli da Ferdinando I di Napoli. Un nuovo esercito napoletano invase lo Stato Pontificio, ed una nuova guerra scoppiò nel giugno 1485. Gli Orsini stavolta abbandonarono il loro tradizionale schieramento filo-pontificio ed abbracciarono la causa napoletana, mentre i Colonna si mobilitarono in difesa del papa. La guerra conobbe asprezze accese già dal precedente conflitto: ad esempio sulla via Appia Antica presso Frattocchie alcuni partigiani colonnesi vennero fatti a pezzi da alcuni partigiani degli Orsini. L'11 luglio Paolo Orsini si dispose per due ore in ordine da battaglia davanti a Marino, prima di abbandonare la postazione diretto ad un'incursione su Nettuno. L'Orsini tornerà davanti a Marino, stavolta tentando un assedio non riuscito, il 14 luglio. La guerra cessò l'11 agosto 1486 con il riconoscimento sostanziale dello status quo ante bellum.
Il 20 gennaio 1489 Agnese di Montefeltro, figlia di Federico da Montefeltro, entrò solennemente nel castello di Marino dopo essersi sposata ad Urbino con Fabrizio I Colonna: portò con sé dodici casse di corredo e 12.000 fiorini di dote. La nobildonna urbinate visse quasi sempre a Marino, dove nacquero la poetessa Vittoria Colonna (1490 o 1492) ed il primogenito maschio Federico Colonna (1497), precocemente morto a soli diciannove anni e sepolto presso il vicino convento di Santa Maria ad Nives di Palazzolo sul lago Albano. Agnese di Montefeltro fu la prima a dedicarsi alla risistemazione urbanistica del feudo, e probabilmente chiamò il suo conterraneo Bramante, all'epoca impegnato presso la basilica di San Pietro in Vaticano, a compiere alcuni lavori a palazzo Colonna: un tratto delle mura trecentesche del palazzo in largo Guglielmo Oberdan infatti viene ancora chiamato popolarmente in modo improprio "mura bramantesche".
Papa Alessandro VI venne eletto al soglio pontificio nella notte tra il 10 e l'11 ottobre 1492, ed entrò quasi subito in conflitto con i Colonna. Nel 1494 Carlo VIII di Francia scese in Italia diretto alla conquista del Regno di Napoli, ed i Colonna si schierarono in appoggio ai francesi mentre il papa appoggiava i napoletani: il 18 settembre Fabrizio Colonna occupò Ostia Antica, allo scopo di controllare l'accesso navale di Roma e di consegnarlo ai francesi; il 6 ottobre Alessandro VI chiese al fratello di Fabrizio, il cardinale Pompeo Colonna, un incontro privato in Vaticano. Tuttavia il cardinale chiese garanzie, ed il papa fu costretto ad inviare suo figlio Cesare Borgia in ostaggio dei Colonna a Marino per tutto il tempo che il cardinale Colonna rimase all'interno delle mura aureliane. Carlo VIII entrò a Roma il 31 dicembre, accolto trionfalmente dal papa esibitosi in uno dei suoi clamorosi voltafaccia diplomatici, e già il 28 gennaio 1495 90.000 soldati francesi marciavano verso Napoli sulla via Anagnina, mentre il sovrano francese assieme ad un distaccamento percorse la più rapida via postale attraversando Marino e Velletri (l'attuale tracciato della Strada statale 217 Via dei Laghi). L'invasione francese terminò con l'occupazione francese di Napoli e con la creazione di una lega anti-francese di stati italiani che rischiava di imbottigliare Carlo VIII nella penisola italiana, e che andò molto vicina a questo intento con la vittoriosa battaglia di Fornovo (6 luglio 1495): tuttavia i francesi riuscirono a valicare le Alpi.
Nel 1499 il nuovo sovrano francese, Luigi XII di Francia, inviò il maresciallo di Francia Robert Stuart d'Aubigny in Italia per conquistare nuovamente Napoli, contesa dalla Spagna di Ferdinando II di Aragona. Alessandro VI stavolta si schierò subito con i francesi, mentre i Colonna abbracciarono la causa spagnola: all'arrivo dello Stuart d'Aubigny a Roma nel giugno 1501, il papa pensò bene di prendersi una rivincita sui Colonna e l'8 luglio fece decretare dal senato romano la distruzione del castello di Marino: "propositum obtentum est quod Marinum deberent solo aequarii". L'ordine venne eseguito dal maresciallo di Francia: Giuseppe Tomassetti chiude con questo tragico episodio il periodo medioevale di Marino.